# Útěchovičky
Útěchovičky là một làng thuộc huyện Pelhřimov, vùng Vysočina, Cộng hòa Séc.